# 鱼珠石

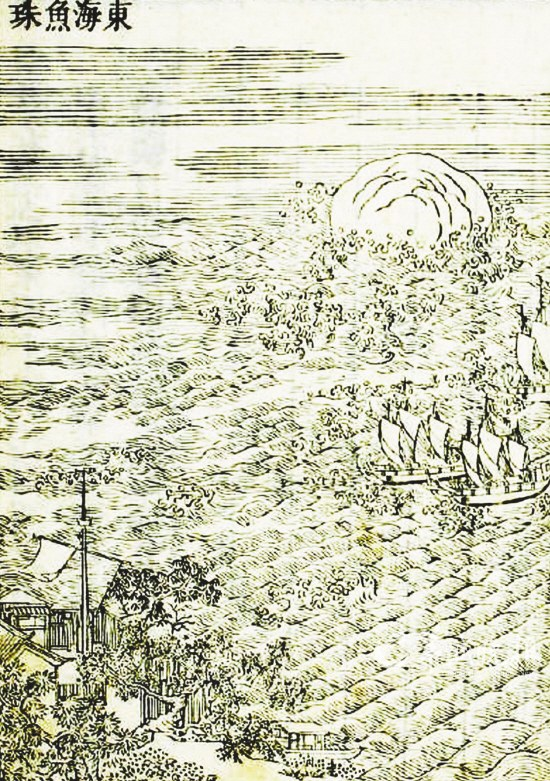
清朝乾隆年間「東海魚珠」木刻畫。

鱼珠石指古时广州城东珠江中的一块巨型礁石。由红色砂岩和砾岩构成，因长期受水流冲刷呈圆珠状，与北岸上长形的岗地鱼山相对，如鳌鱼吐珠而得名。今在黄埔大道东段南侧。
清代曾在此建炮台。清代羊城八景中“东海鱼珠”（珠江的黄埔段古称东海）便是该石。由于江水的冲积，现已并入珠江北岸。今附近的鱼珠街由此命名。